# NK Nedelišće
NK Nedelišće ist ein Fußballverein aus der Kleinstadt Nedelišće im Norden Kroatiens. Der Verein spielt in der viertklassigen Međužupanijska nogometna liga Čakovec-Varaždin, war aber von 2003 bis 2014 drittklassig und qualifizierte sich mehrfach für den kroatischen Pokalwettbewerb.
Während man in den Jahren 2001, 2004, 2008 und 2015 jeweils in der ersten Runde ausschied, konnte in der Saison 2012/13 die dritte Runde erreicht werden. In der zweiten Runde konnte der Erstligist HNK Rijeka, zweimaliger jugoslawischer und zweimaliger kroatischer Pokalsieger, mit 1:0 nach Verlängerung besiegt werden, bevor man in der dritten Runde mit 0:2 nach Verlängerung bei GOSK Dubrovnik ausschied.